# فاطمة بنت محمد التيمي
فاطمة بنت محمد التيمي كانت الزوجة الثالثة المؤثرة للخليفة العباسي المنصور. وهي أم الأمير الشهير سليمان.

## سيرتها
كانت فاطمة من بني تيم من قريش. وكانت تُعرف أيضًا باسم 'فاطمة الطلحي'. قبل زواجها من الخليفة المنصور كان زوجها متزوجاً من أم موسى الحميرية.
كانت زوجة المنصور الأولى هي أروى المعروفة بأم موسى، والتي يعود نسبها إلى ملوك حمير.  وكان لها ولدان، محمد (الخليفة المستقبلي المهدي) وجعفر. وبموجب اتفاقهما قبل الزواج، لم يكن للمنصور أثناء حياة أروى الحق في اتخاذ زوجات أخريات وامتلاك جواري. حاول المنصور إلغاء هذا الاتفاق عدة مرات، إلا أن أروى كانت تنجح دائماً في إقناع القضاة بعدم الرضوخ لمحاولات الخليفة. توفيت أروى سنة 764م. وبعد وفاتها تزوج المنصور حمادة وفاطمة.
وأصبحت فاطمة الزوجة الثالثة للمنصور. والدها يدعى محمد، وهو من نسل الصحابي البارز طلحة بن عبيد الله. وكان لها ثلاثة أبناء، سليمان،  وعيسى، ويعقوب.
عاشت فاطمة معظم حياتها في قصر الخلافة. وأصبحت الزوجة الأكثر نفوذاً لدى المنصور بعد أروى. ولم يكن أبناؤها من ضمن ترتيب الخلافة، إذ احتفظ المنصور بأبنائه الأكبر كورثة. ومع ذلك، أصبح أبناء فاطمة مسؤولين مهمين في الخلافة.